# フアン・ゴイティソーロ
フアン・ゴイティソーロ・ゲイ（Juan Goytisolo Gay, 1931年1月6日 - 2017年6月4日）は、スペイン・バルセロナ出身の小説家。フランコ体制下の1956年にフランスのパリへ亡命し、1997年からはモロッコのマラケシュに居住している。代表作として『天国の悲しみ』、『禁猟区』、『サラエヴォ・ノート』などがある。また、2004年のフランス映画『アワーミュージック』に本人役として出演している。フワン・ゴイティソーロやホァン・ゴイティソーロと表記されることもある。

## 経歴
ゴイティソーロ家はスペインの植民地キューバで砂糖農園を経営していた家系で、祖父の代の1898年に勃発した米西戦争の影響でスペインへ帰還し、バルセロナに定住。その裕福な一家の次男として1931年に誕生している。幼くして父を、そして7歳の時にイタリアによるバルセロナ市内爆撃で母親のジュリア・ゲイを亡くす。この空爆による母の死はゴイティソーロにとって大きな傷を残すと共に、のちの執筆活動及び政治活動の原点となった。バルセロナ大学では法学を学び、その後外国へ移住したいという理由から外交官を目指すが挫折、1953年に『手の遊戯』を発表し、小説家としてデビューした。1955年には戦争をまねて仲間を殺した子どもたちを描いた『天国の悲しみ』を発表し、この作品が出世作となった。1956年に兵役を終えた後はフランスのパリへ亡命し、執筆活動を行なう。1966年の『身元証明』、1970年の『ドン・フリアン伯爵の復権』、1975年の『根なしのフアン』の三部作は、フランコ政権が作り出したスペインのイメージに文章表現技法を駆使して反発した。パリとモロッコのマラケシュを拠点に世界各地を訪れ、小説のほか数多くの評論やルポルタージュを発表している。古典文学やイスラム文化への造詣も深い。内戦下のサラエヴォを自ら訪れてその現状を描き、セルビア側の行為とヨーロッパの無関心を批判したルポルタージュ『サラエヴォ・ノート』は大きな反響を呼んだ。ジャン＝ポール・サルトルやアルベール・カミュらの影響を受けており、彼らの政治参加を志向する意識を継承している作家といえる。
戦後におけるスペイン文学の代表者として名を挙げられる人物である。1993年に「複数の文化間の対話、自由と寛容のための戦い、キリスト教世界とイスラム世界の調停者としての役割」を果たしていることを理由にネリー・ザックス賞を贈られた。2015年4月には2014年度のセルバンテス賞を受賞した。
晩年はモロッコに居住。腰を骨折したことで車いすでの生活を送った。2017年6月4日、86歳で死去。

## 人物
1956年からフランス出身の出版者・小説家・脚本家であるモニーク・ラング(1926-1996)と同棲していた。1996年にラングが死去すると、1997年にパリからモロッコのマラケシュに移住した。兄のホセ・アグスティン・ゴイティソーロは詩人・学者・随筆家であり、弟のルイス・ゴイティソーロも作家である。

## 受賞
- 1985年 ユーロパリア 文学賞
- 1993年 ネリー・ザックス賞
- 2002年 オクタビオ・パス賞
- 2004年 FIL賞
- 2008年 スペイン国民文学賞（英語版）[4]
- 2010年 ドン・キホーテ賞
- 2012年 フォルマントール賞
- 2014年 セルバンテス賞

## 邦訳作品
- 『サラエヴォ・ノート』山道佳子訳、みすず書房、1994年11月
- 『戦いの後の光景』旦敬介訳、みすず書房、1996年12月
- 『パレスチナ日記』山道佳子訳、みすず書房、1997年4月
- 『嵐の中のアルジェリア』山道佳子訳、みすず書房、1999年8月
- 『スペインとスペイン人 〈スペイン神話〉の解体』本田誠二訳、水声社、2016年

## 主な作品
- 『天国の悲しみ』（1956年）
- 『アイデンティティの証明』（1966年）
- 『ドン・フリアン伯爵の復権』（1970年）
- 『根無しのフアン』（1975年）
- 『マクバラ』（1980年）
- 『禁猟区』（1980年）
- 『戦いのあとの光景』（1982年、旦敬介訳でみすず書房が1996年に邦訳を刊行）
- 『マルクス家のサーガ』（1993年）

## 文献
- 大久保典子「フワン・ゴイティソーロ 歴史と文学の流れの中で 1」『論集』（青山学院大学論集）26号, 1985年, pp.73-89
- 大久保典子「フワン・ゴイティソーロ 歴史と文学の流れの中で 2」『論集』（青山学院大学論集）27号, 1986年, pp.101-115
- 橋本啓子「ホァン・ゴイティソーロ『自己の徴』におけるアイデンティティーの追求」『研究論集』（関西外国語大学研究論集）, 58号, 1993年, pp.111-122